# Gespenster Geschichten
Die Comicserie Gespenster Geschichten erschien von März 1974 bis März 2006 anfangs 14-täglich, später wöchentlich als Großband im Bastei-Verlag. Mit insgesamt 1654 erschienenen Ausgaben war die Serie die erfolgreichste des Bastei-Verlages und gemessen an der Anzahl der Ausgaben und an der Länge des Erscheinungszeitraums eine der erfolgreichsten Comicserien in Deutschland.

## Inhalt
In jedem Heft wurden in der Regel vier bis fünf Kurzgeschichten von 4 bis 8 Seiten Umfang veröffentlicht. In den ersten Jahren waren die meisten Geschichten Nachdrucke aus diversen amerikanischen Gruselserien, später kamen Geschichten von argentinischen und spanischen Zeichnern hinzu. In den 1980er Jahren entwarf und zeichnete Hansrudi Wäscher einige Geschichten. Seit Ende der 1990er wurden mit wenigen Ausnahmen ab Nr. 1199 nur noch Geschichten aus alten Ausgaben nachgedruckt. Markenzeichen der Serie war der Satz am Ende fast aller Geschichten: „Seltsam? Aber so steht es geschrieben …“

## Weitere Serien
Wegen des großen Erfolges der Gespenster Geschichten brachte der Bastei Verlag in der Folge weitere Gruselserien heraus:
- Alan Dark – Der Jäger des unheimlichen (1983–1984)
- Arsat – Der Dämonenjäger (1978–1995)
- Axel F. - Der Hexer von Bonn (1988–1989)
- Creepshow (1989)
- Geister Geschichten (1980–1983)
- Geisterjäger John Sinclair (1999–2003, 2004–2005)
- Der Geister Reiter (1991–1992)
- Ghostbusters (1988–1989)
- Maddrax – Die dunkle Zukunft der Erde (2002–2003)
- Manos – Der Dämonenjäger (1983–1984)
- Scream! (1988–1990)
- Spuk Geschichten (1978–1995)
- Vampira – Der Comic (2000)
- Vanessa – Die Freundin der Geister (1982–1990)

Die Gespenster Geschichten wurden wiederum in diversen anderen Formaten nachgedruckt bzw. der Name für andere Serien verwendet:
- Taschenbuch als Gespenster Geschichten und Gespenster Geschichten Sonderband
- Großband im Überformat als Gespenster Geschichten Spezial (Diese Serie wurde zusammen mit den Gespenster Geschichten im März 2006 mit der Nr. 232 eingestellt)
- Album als Gespenster-Geschichten präsentiert

Der Norbert Hethke Verlag veröffentlichte von 1991 bis 1993 die Geschichten von Hansrudi Wäscher in der Serie Unglaubliche Abenteuer.

## Relaunchversuch
Am 13. Oktober 2008 starteten die Gespenster Geschichten neu im Tigerpress-Verlag. Die Serie wurde jedoch 2009 nach dem dritten Heft zusammen mit allen anderen Publikationen des Tigerpress-Verlags wegen Insolvenz wieder eingestellt.
Die neuen Gespenster Geschichten bei Tigerpress enthielten neben den Comics auch einen Magazinteil und als Beilage eine Hörspiel-CD. Die ersten beiden CDs waren je eine Folge der Abenteuer des Dämonenjägers Malcolm Max, die eigens für das Heft produziert wurden. Dem dritten Heft lag ein Hörspiel zum Film „Hellboy“ bei.